# Pipistrellus deserti
Pipistrellus deserti är en fladdermusart som först beskrevs av Thomas 1902.  Pipistrellus deserti ingår i släktet Pipistrellus och familjen läderlappar. Inga underarter finns listade i Catalogue of Life.
Artens holotyp hittades i Libyen. Taxonet godkänns inte av IUCN. Det listas där som synonym till Kuhls fladdermus (Pipistrellus kuhlii).